# 奧里希夫區

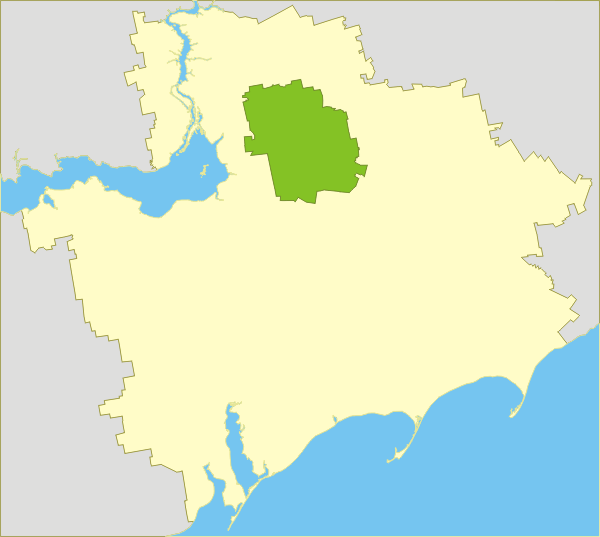
撤销前奧里希夫區在扎波羅熱州的位置

奧里希夫區（烏克蘭語：Оріхівський район），曾是烏克蘭東南部扎波羅熱州的一個區，行政中心設於奥里希夫。該區面積1,590平方公里，2013年人口47,228，人口密度每平方公里29.7人。
该区在2020年7月18日的乌克兰行政区划改革中被撤销，改革后扎波羅熱州下分为5个区，奧里希夫區分別分至波洛希區與扎波羅熱區。